# Kogda ja stanu velikanom
Kogda ja stanu velikanom (Когда я стану великаном) è un film del 1978 diretto da Inessa Surenovna Tumanjan.

## Trama
L'eroe del film, lo scolaro Petja Kopejkin, dimostra che concetti come coraggio, nobiltà e onore sono inerenti non solo ai tempi del mantello e della spada, ma anche oggi. Scegliendo un esempio per imitare l'eroe della famosa commedia di Edmond Rostand, nelle sue azioni cerca di essere come Cyrano de Bergerac.